# Pougy
Pougy település Franciaországban, Aube megyében. Lakosainak száma 266 fő (2022. január 1.). Pougy Val-d’Auzon, Longsols, Magnicourt, Molins-sur-Aube és Verricourt községekkel határos.

## Népesség
A település népessége az elmúlt években az alábbi módon változott:
| Lakosok száma | 261  | 242  | 213  | 269  | 294  | 294  | 290  | 290  | 289  | 266  |
|               | 1968 | 1982 | 1990 | 2006 | 2013 | 2015 | 2017 | 2019 | 2020 | 2022 |